# Conférence des évêques catholiques du Canada
Pour les articles homonymes, voir CECC.
 (avril 2025).
La Conférence des évêques catholiques du Canada (CÉCC), en anglais : Canadian Conference of Catholic Bishops (CCCB), est l’assemblée des évêques de l'Église catholique au Canada. Elle regroupe tous les évêques catholiques du Canada tant latins qu'orientaux. 
La conférence se réunit une fois annuellement pour une assemblée plénière. Sa commission épiscopale de liturgie et des sacrements ainsi que son office national de liturgie sont divisés en deux secteurs : un francophone et un anglophone.

## Historique
La CECC a été fondée en 1943 et est basée à Ottawa en Ontario. 
Jusqu'en 1977, la CECC portait le nom de Conférence catholique canadienne. 

## Structure
La Conférence des évêques catholiques du Canada rassemble tous les évêques du Canada, qu'ils soient évêque d'un diocèse ou d'une éparchie, qu'ils aient une charge équivalente légalement, qu'ils soient coadjuteurs, auxiliaires ou titulaires ou qu'ils soient chargés d'une fonction particulière au Canada par le Saint-Siège. Le conseil permanent de la CECC est composé d'un minimum de douze membres élus par l'ensemble des évêques. L'assemblée plénière qui se rassemble une fois par année et comprend tous les évêques est l'autorité supérieure de la CECC. Néanmoins, le conseil permanent comprend un bureau de direction comprenant un président, un vice-président et deux cotrésoriers. De plus, la CECC a à son service six commissions épiscopales, cinq comités permanents et un conseil autochtone,.

### Assemblées épiscopales régionales
- Assemblée des évêques de l'Atlantique
- Assemblée des évêques catholiques du Québec
- Assemblée des évêques catholiques de l'Ontario
- Assemblée des évêques catholiques de l'Ouest

## Office national de liturgie
La Conférence des évêques catholiques du Canada comprend en fait deux offices nationaux de liturgie : un pour le secteur francophone et un pour le secteur anglophone. Ce dernier est appelé National Liturgy Office en anglais. Ils s'occupent de soutenir les mandats de la Commission épiscopale de liturgie et des sacrements pour leur secteur respectif en publiant notamment des livres liturgiques ainsi que d'autres publications,.

## Présidents

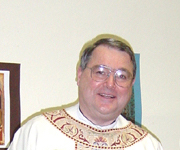
Richard Joseph Gagnon, président de la Conférence des évêques catholiques du Canada de 2019 à 2021.

| Nom                    | Diocèse                   | Années      |
| ---------------------- | ------------------------- | ----------- |
| James Charles McGuigan | Toronto                   | 1958-1959   |
| Paul Bernier (en)      | Gaspé                     | 1959-1960   |
| Joseph Gerald Berry    | Halifax                   | 1960-1964   |
| George Flahiff         | Winnipeg                  | 1964-1967   |
| Alexander Carter       | Sault-Sainte-Marie        | 1967-1970   |
| Joseph-Aurèle Plourde  | Ottawa                    | 1970-1971   |
| William Edward Power   | Antigonish                | 1971-1973   |
| Jean-Marie Fortier     | Sherbrooke                | 1973-1975   |
| Gerald Emmett Carter   | Toronto                   | 1975-1977   |
| Gilles Ouellet         | Rimouski                  | 1977-1979   |
| Joseph MacNeil         | Edmonton                  | 1979-1981   |
| Henri Légaré           | Grouard-McLennan          | 1981-1983   |
| John Michael Sherlock  | London                    | 1983-1985   |
| Bernard Hubert         | Saint-Jean-Longueil       | 1985-1987   |
| James Martin Hayes     | Halifax                   | 1987-1989   |
| Robert Lebel           | Valleyfield               | 1989-1991   |
| Marcel Gervais         | Ottawa                    | 1991-1993   |
| Jean-Guy Hamelin       | Rouyn-Noranda             | 1993-1995   |
| Francis John Spence    | Kingston                  | 1995-1997   |
| Jean-Claude Turcotte   | Montréal                  | 1997-1999   |
| Gerald Wiesner         | Prince George             | 1999-2001   |
| Jacques Berthelet      | Saint-Jean-Longueuil      | 2001-2003   |
| Brendan O'Brien        | Saint-Jean                | 2003-2005   |
| André Gaumond          | Sherbrooke                | 2005-2007   |
| James Weisgerber       | Winnipeg                  | 2007-2009   |
| Pierre Morissette      | Saint-Jérôme              | 2009-2011   |
| Richard William Smith  | Edmonton                  | 2011-2013   |
| Paul-André Durocher    | Gatineau                  | 2013-2015   |
| David Douglas Crosby   | Hamilton                  | 2015-2017   |
| Lionel Gendron         | Saint-Jean–Longueuil      | 2017-2019   |
| Richard Joseph Gagnon  | Winnipeg                  | 2019-2021   |
| Raymond Poisson        | Saint-Jérôme-Mont-Laurier | depuis 2021 |

### Site officiel (CCCB)
1. 1 2 3  « Structure », sur Conférence des évêques catholiques du Canada (consulté le 25 septembre 2014)